# Phyto
Phyto är ett släkte av tvåvingar. Phyto ingår i familjen gråsuggeflugor.

## Dottertaxa tillPhyto, i alfabetisk ordning[1][2]
- Phyto abbreviata
- Phyto adolescens
- Phyto algeriensis
- Phyto angustifrons
- Phyto armadillonis
- Phyto atrior
- Phyto brevipila
- Phyto carinata
- Phyto celer
- Phyto cingulata
- Phyto discrepans
- Phyto ebennia
- Phyto fernandezyepezi
- Phyto hertingi
- Phyto lactineala
- Phyto latifrons
- Phyto longirostris
- Phyto luteisquama
- Phyto melanocephala
- Phyto mirabilis
- Phyto nigrobarbata
- Phyto parafacialis
- Phyto paratachinoides
- Phyto pauciseta
- Phyto pilicornis
- Phyto rasnitzyni
- Phyto royi
- Phyto similis
- Phyto sordidisquama
- Phyto stuckenbergi
- Phyto subalbida
- Phyto tachinoides